# Bjärlöv
Bjärlöv is een plaats in de gemeente Kristianstad in het Zweedse landschap Skåne en de provincie Skåne län. De plaats heeft 186 inwoners (2005) en een oppervlakte van 27 hectare.

## Verkeer en vervoer
Bij de plaats lopen de Riksväg 19 en Länsväg 118.
De plaats heeft een station aan de Östra Skånes Järnvägar.